# Rue Saint-Julien-le-Pauvre
Pour les articles homonymes, voir Rue Saint-Julien.
La rue Saint-Julien-le-Pauvre est une voie située dans le quartier de la Sorbonne du 5e arrondissement de Paris.

## Situation et accès
Cette rue, qui commençait rue de la Bûcherie et finissait rue Galande, était située dans l'ancien 12e arrondissement de Paris.
La rue Saint-Julien-le-Pauvre est accessible par la ligne de métro 10 à la station Maubert - Mutualité, ainsi qu'à celle de Saint-Michel, les deux situées à proximité.

## Origine du nom
La rue tient son nom de l'ancien chemin conduisant à l’église Saint-Julien-le-Pauvre qui était alors située au no 11.

## Historique

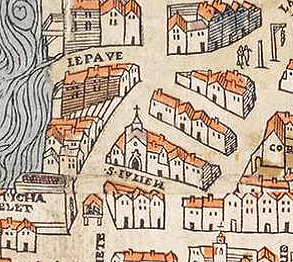
La rue sur le plan de Truschet et Hoyau (1550).

Située au croisement de deux voies romaines (l'une menant à Rome, l'autre à Orléans), cette très ancienne voie de Paris tient son nom de l'ancien chemin conduisant à l’église Saint-Julien-le-Pauvre. Elle est citée dans Le Dit des rues de Paris, de Guillot de Paris, sous la forme « rue Saint-Julien ».
La rue Saint-Julien-le-Pauvre formait l'une des limites du fief du clos de Garlande.
Au XIXe siècle les numéros de la rue étaient noirs. Le dernier numéro impair était le no 13 et le dernier numéro pair était le no 16.
En 1824, elle prend le nom simple de « rue Saint-Julien » avant de retrouver son nom complet au XXe siècle.

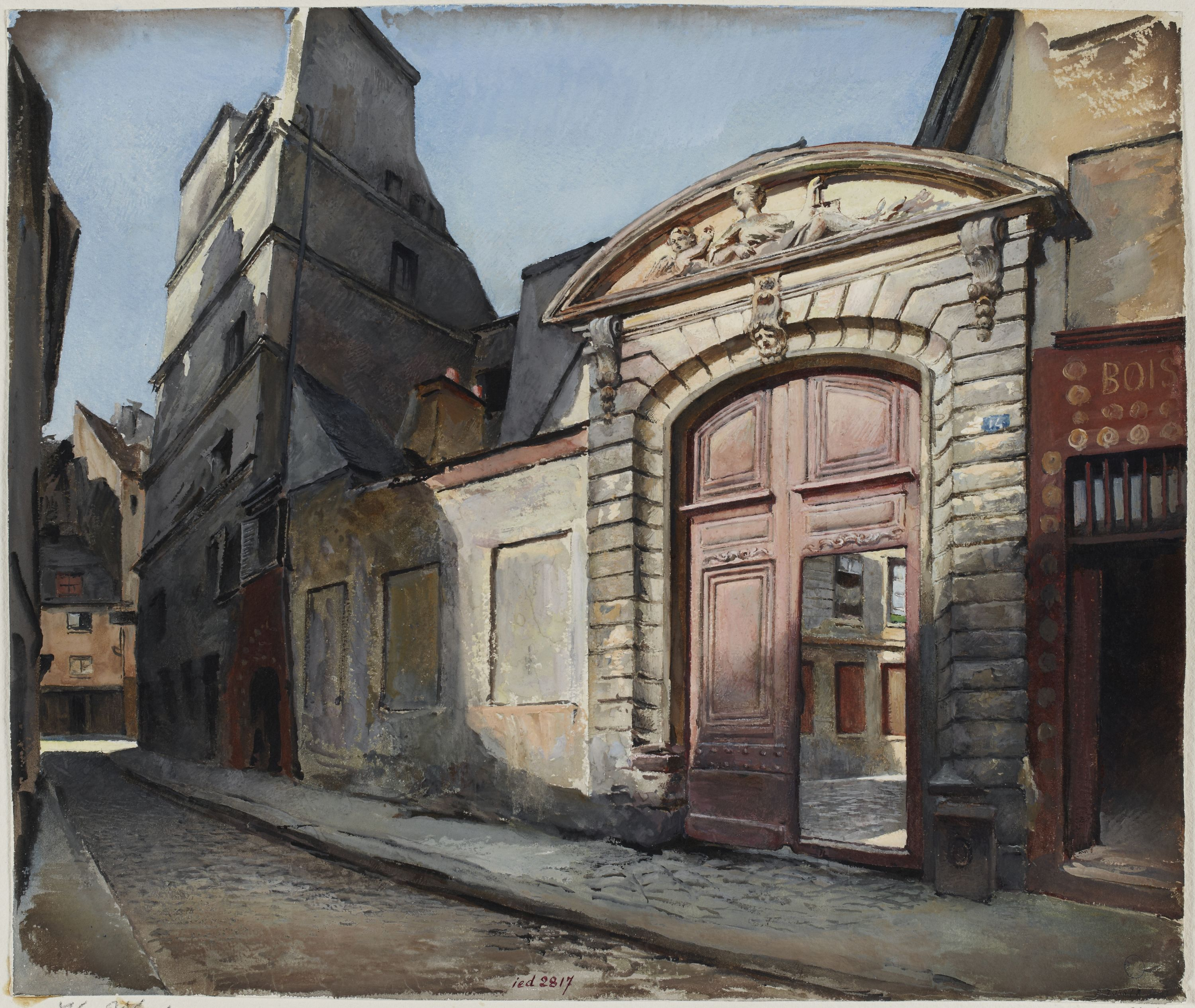
La rue en 1899.
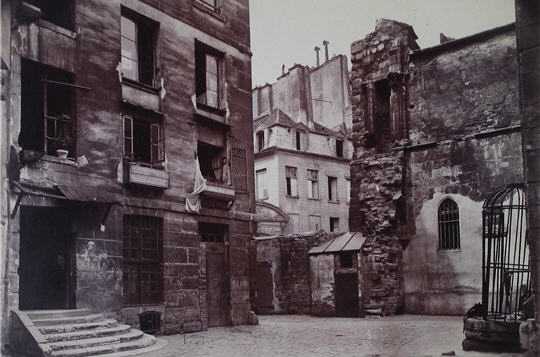
Photographie d'Eugène Adget (1911).
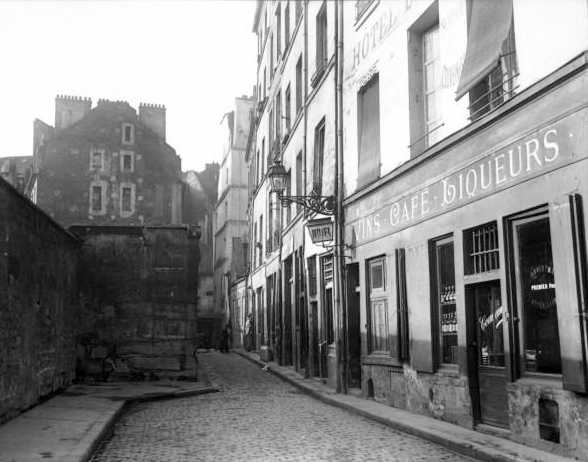
Photographie de l'agence Rol (1913).

## Bâtiments remarquables et lieux de mémoire
- L'église Saint-Julien-le-Pauvre.

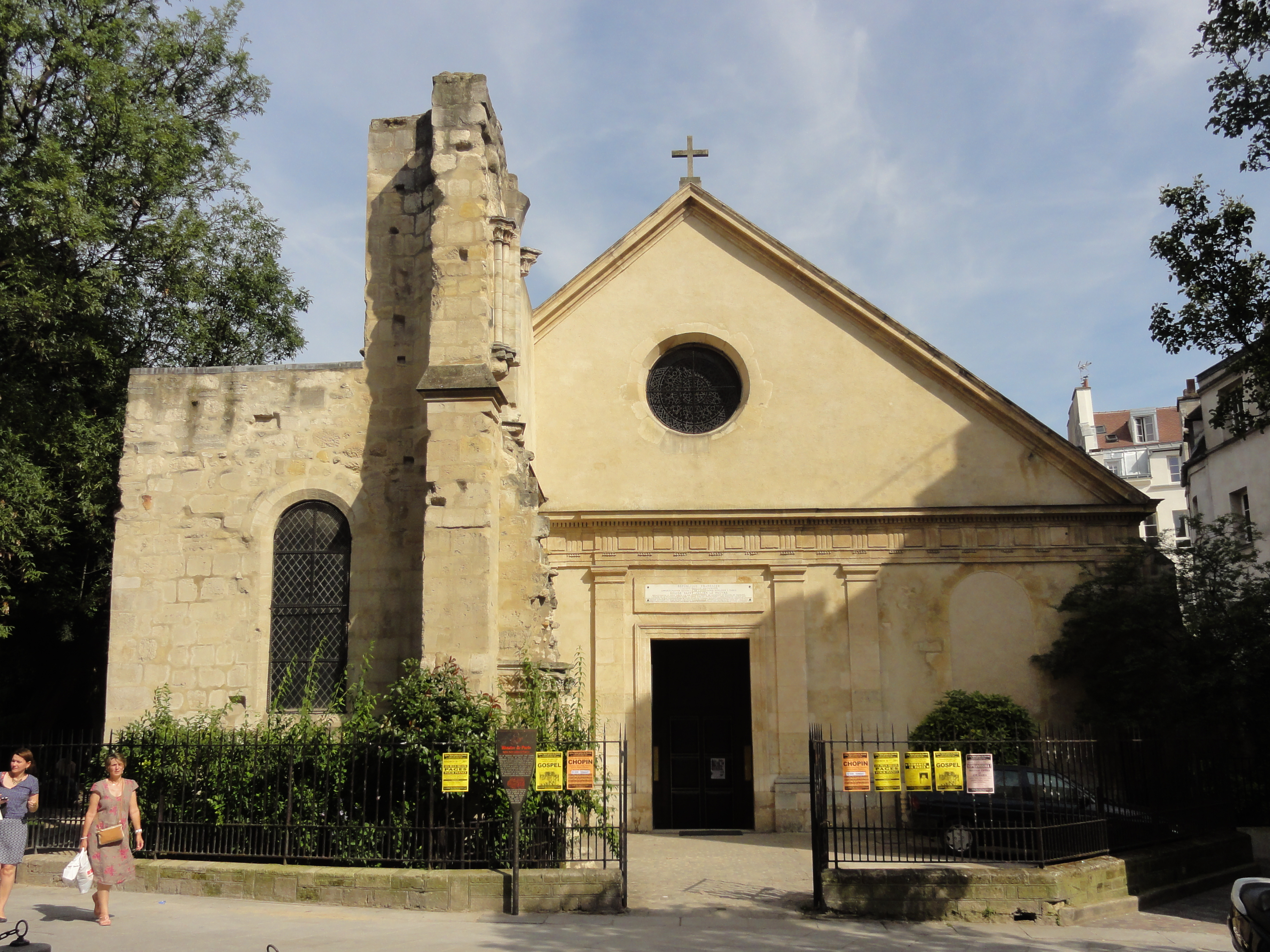
L'église Saint-Julien-le-Pauvre.
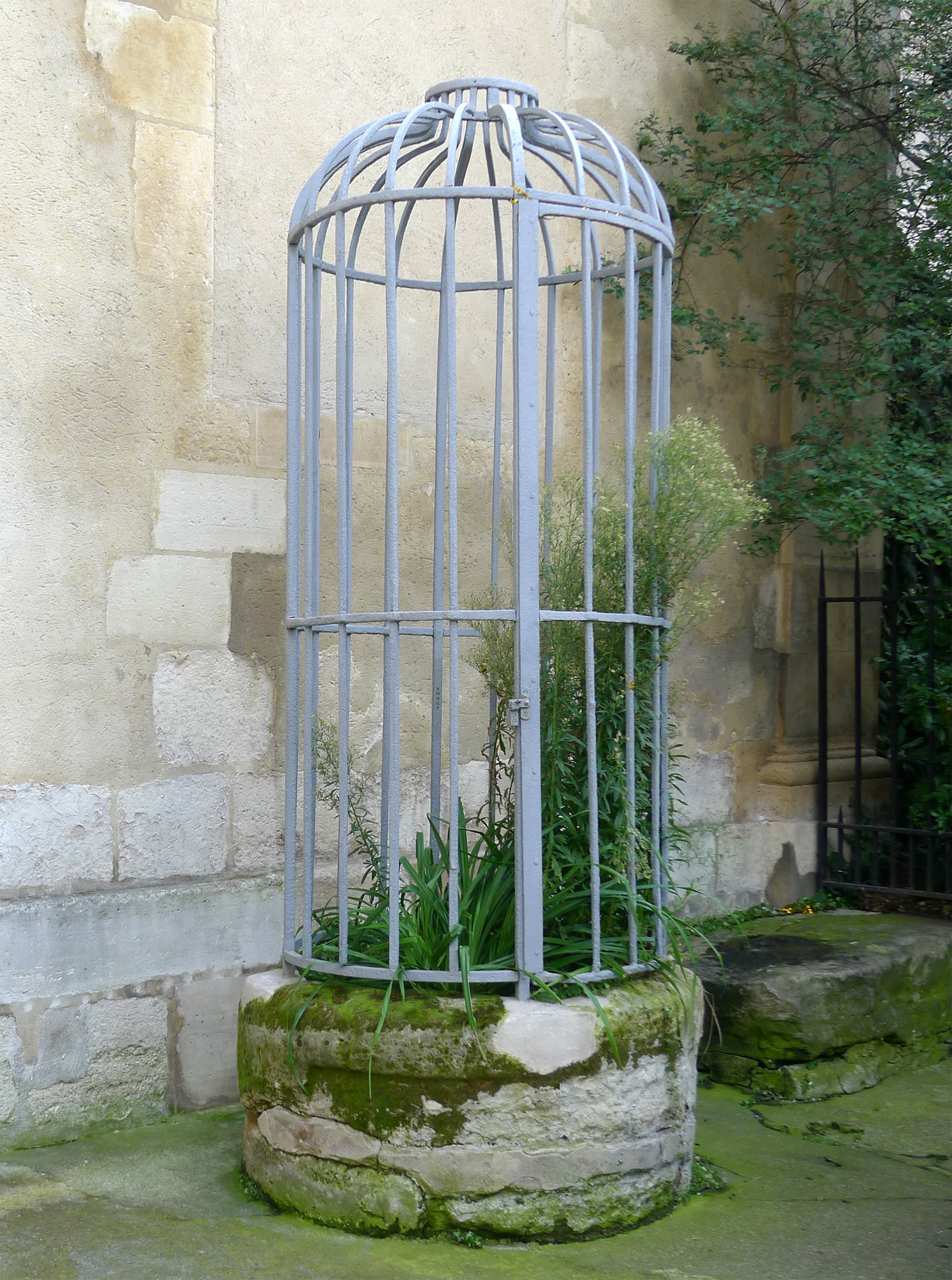
Ancien puits et dalle romaine situés devant l'église.
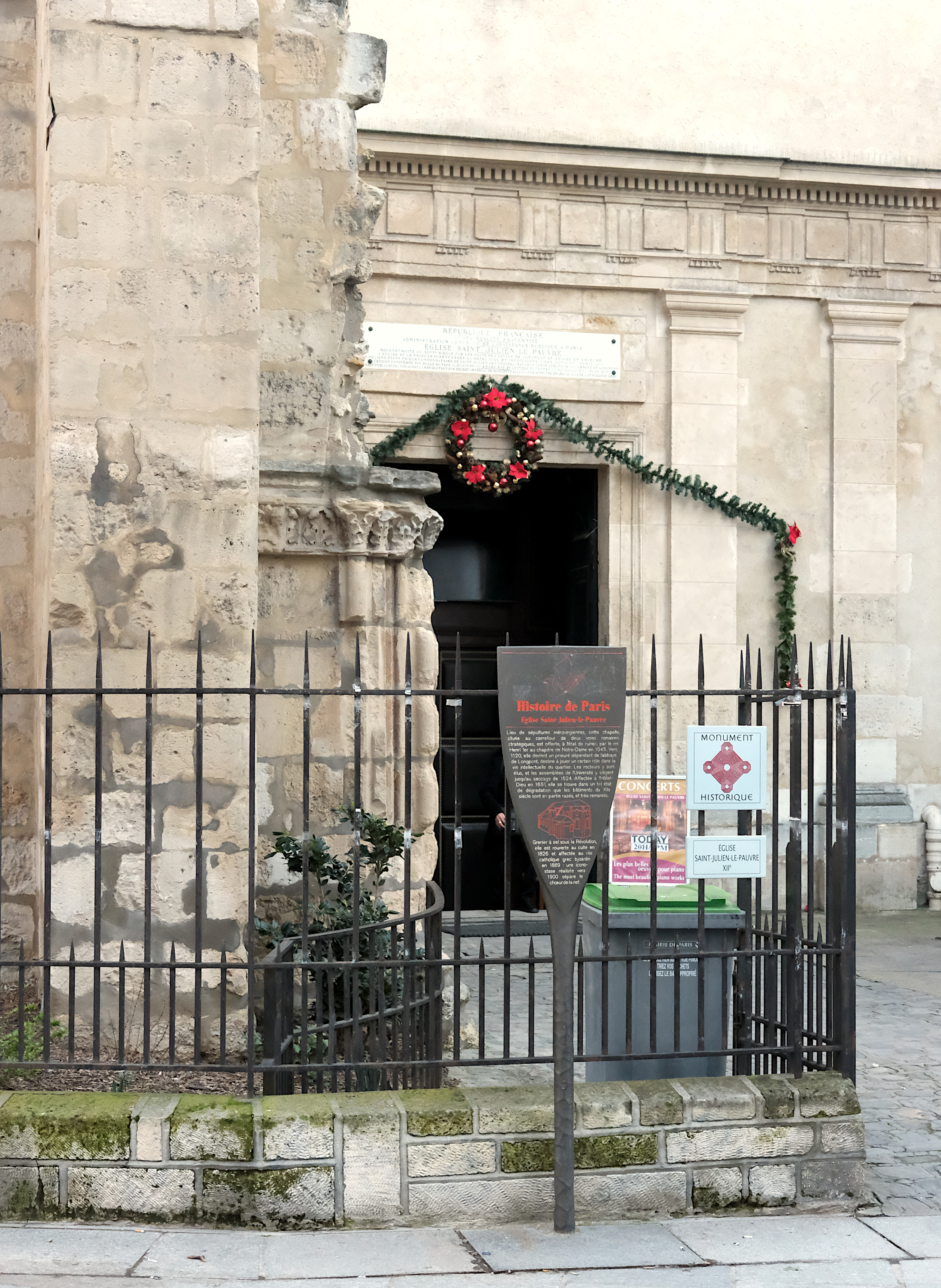
Panneaux de la ville de Paris et des Monuments Historiques.
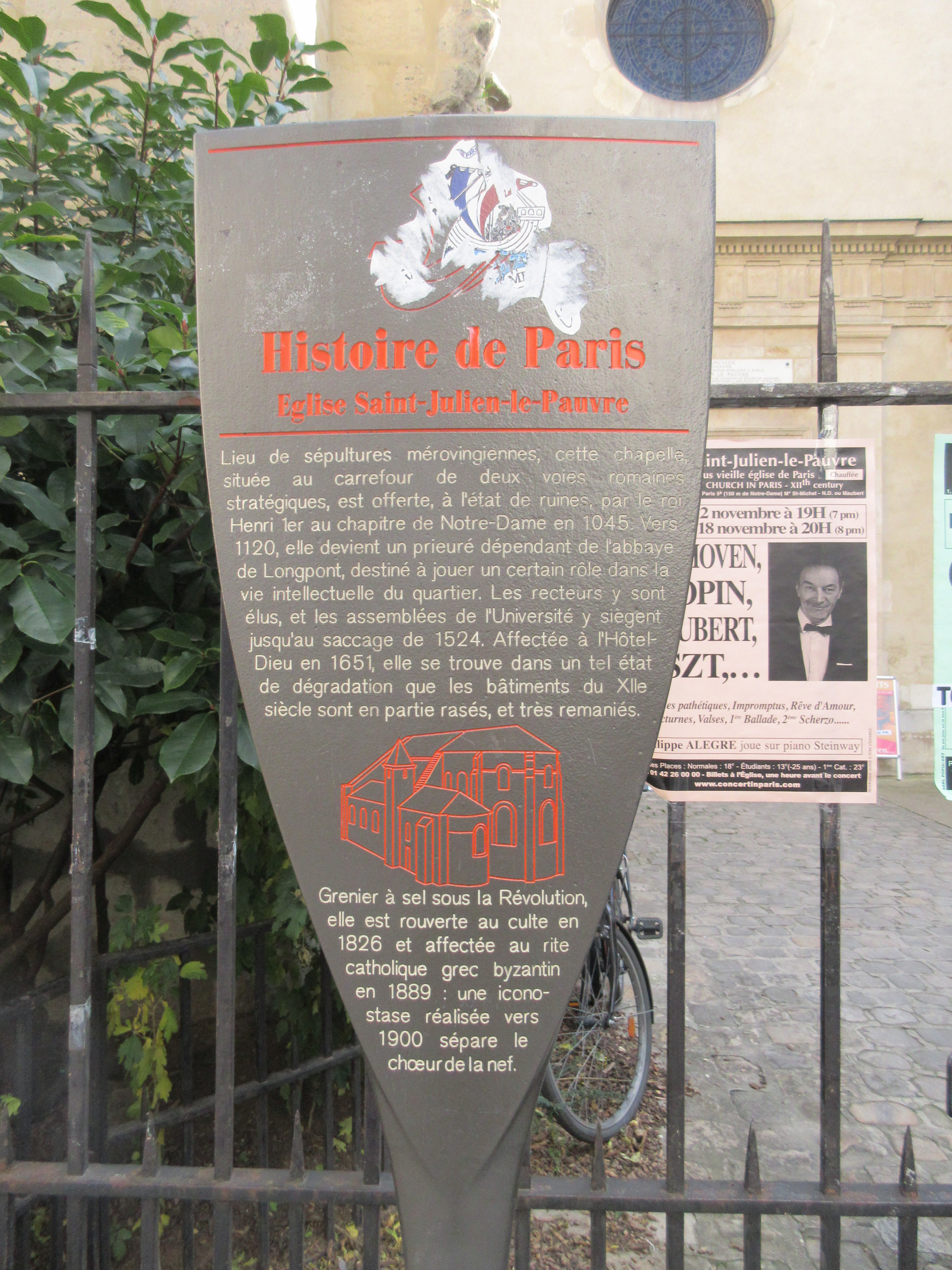
Panneau Histoire de Paris Église Saint-Julien-le-Pauvre

- L'ancien hôtel d'Isaac de Laffemas (1587-1657).
  - Ancienne résidence du lieutenant général de police du Petit Châtelet. Sur le fronton du portail monumental figure la représentation de la Justice[4].
  - Pendant la Révolution française, la cave du XIVe siècle est utilisée comme cachot[5].

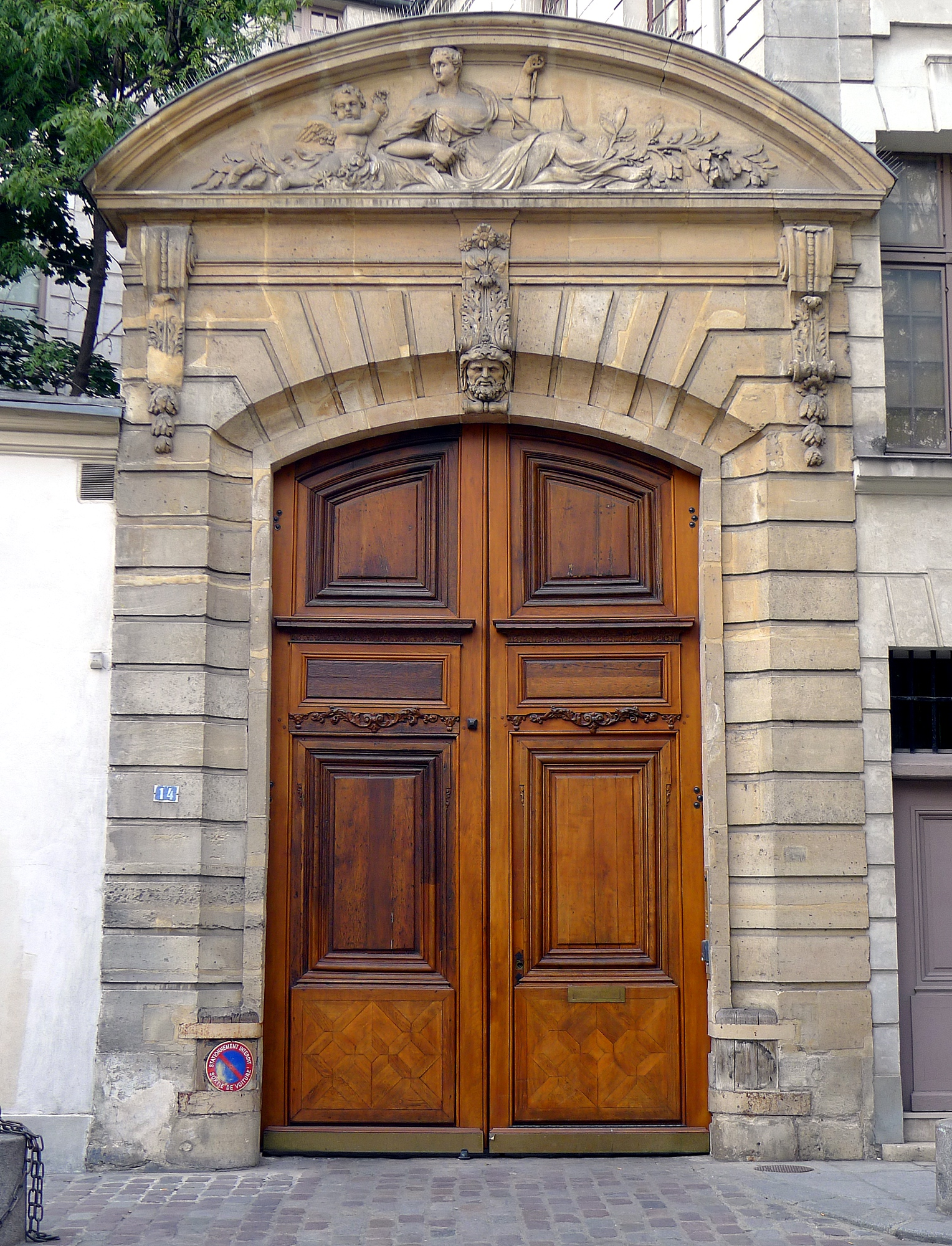
No 14 : ancien hôtel d'Isaac de Laffemas.
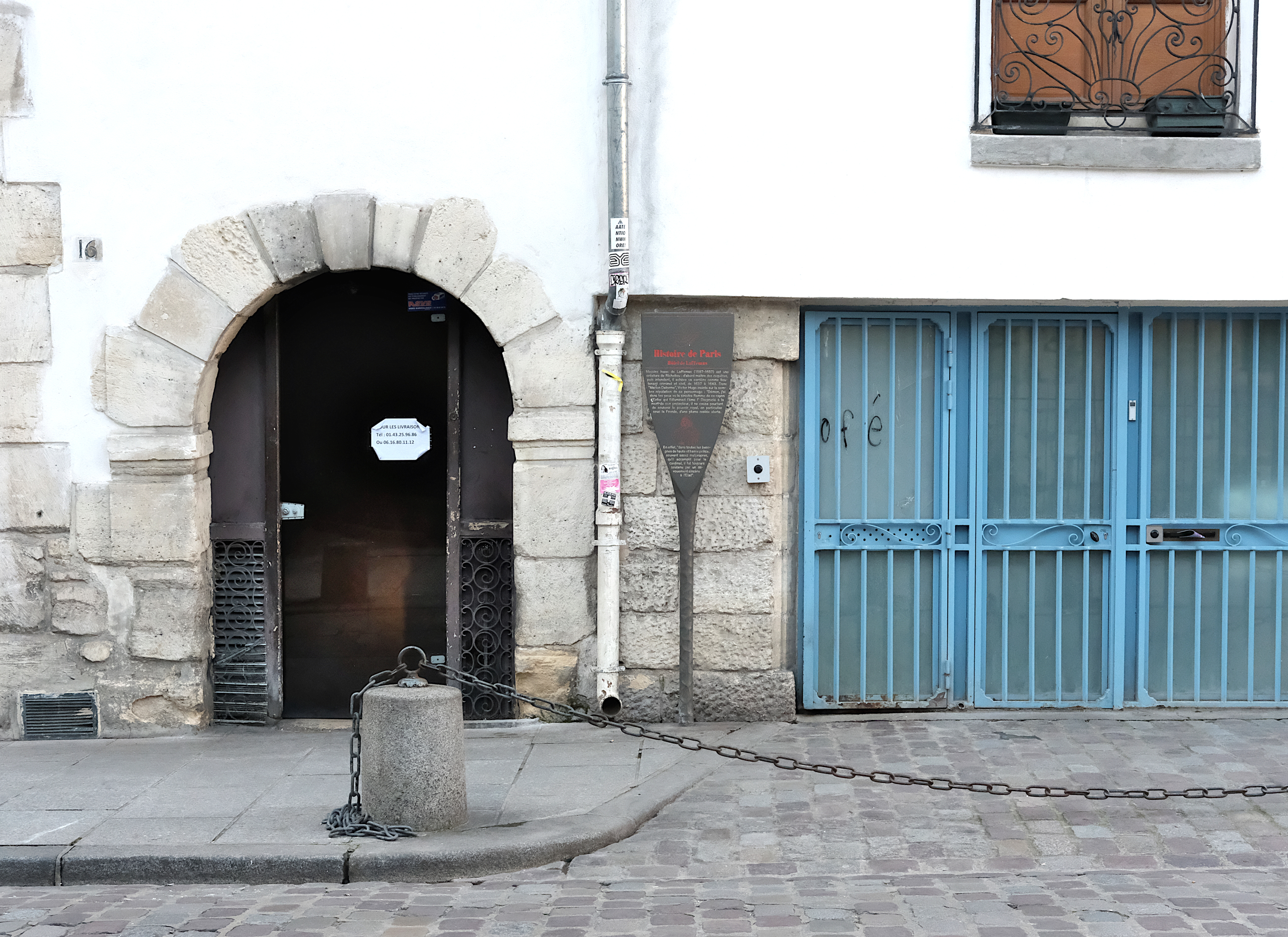
Panneau Histoire de Paris devant l'hôtel.
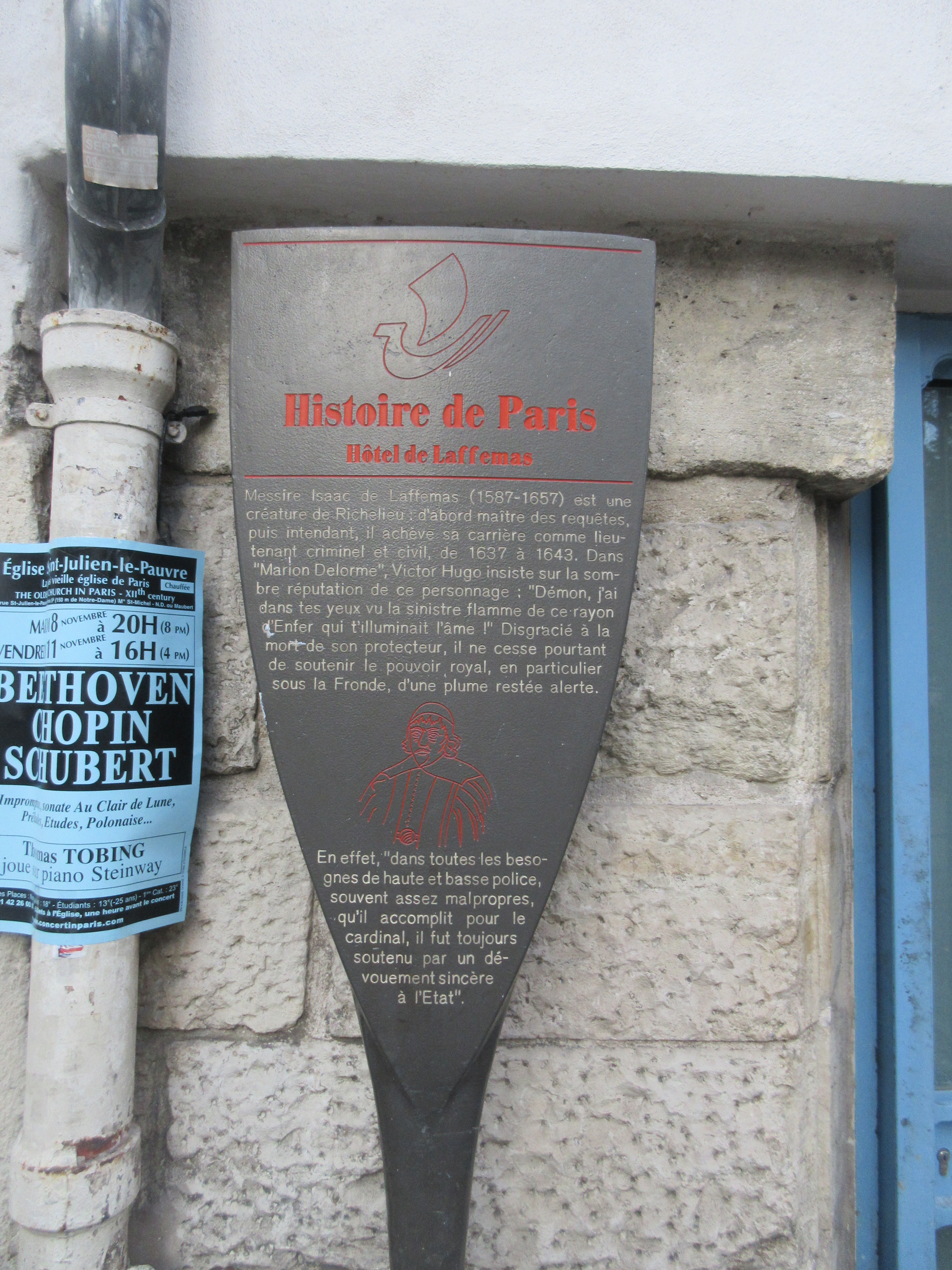
Panneau de l'hôtel de Laffemas.

- Le square René-Viviani - Montebello et son robinier.

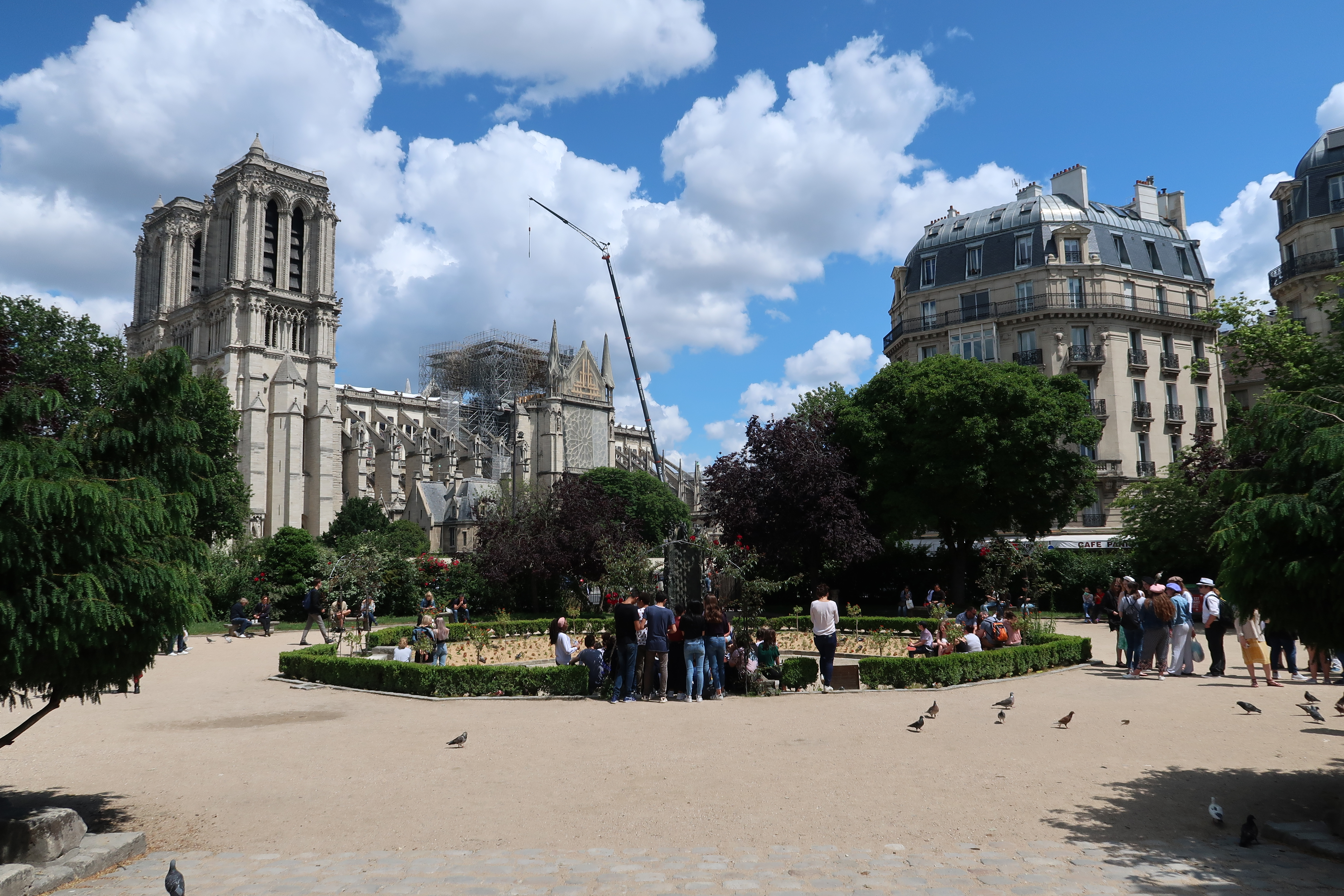
Le square René-Viviani.
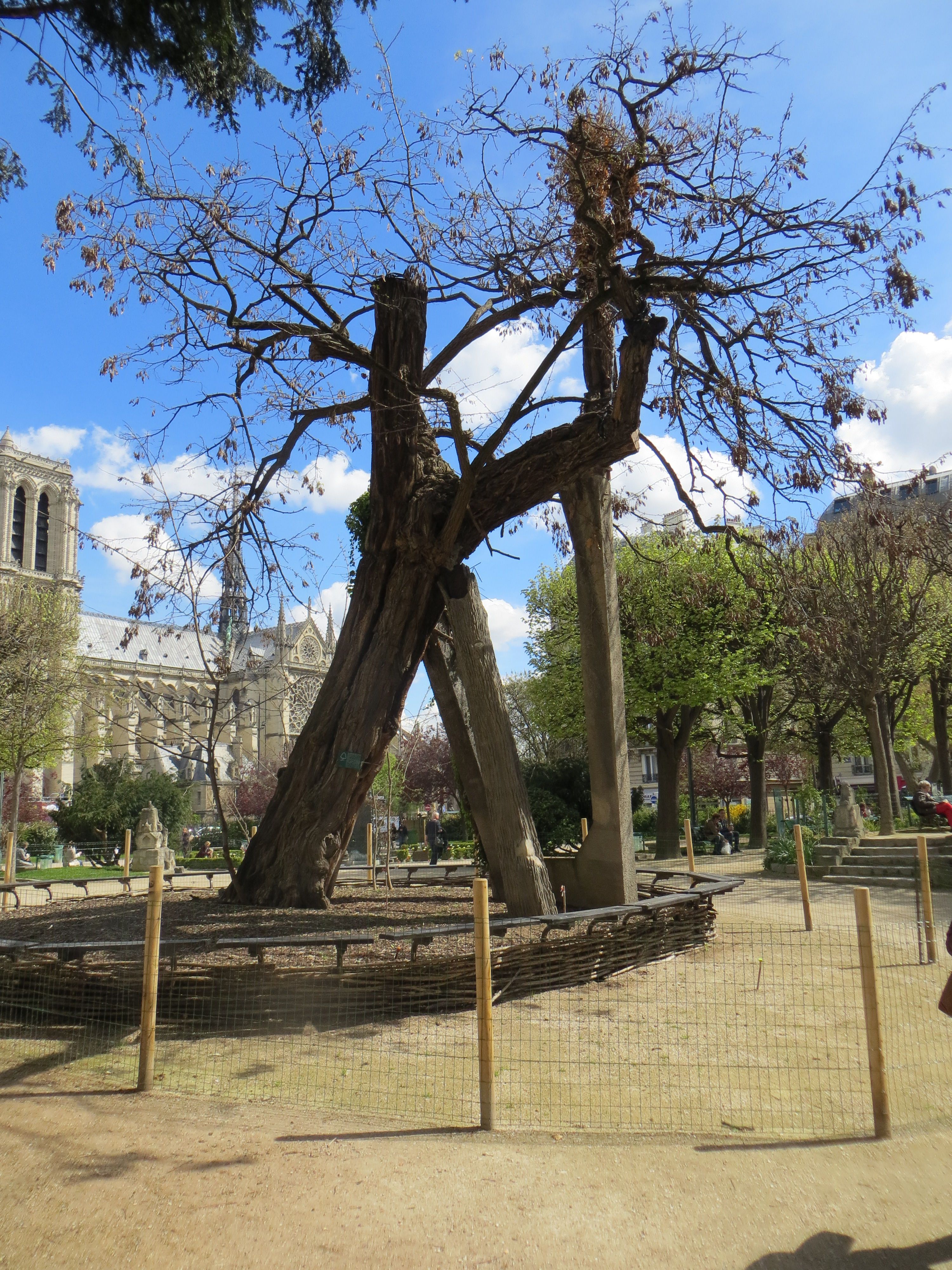
Le robinier en 2017.

- Le Tea Caddy, l'un des plus anciens salons de thé de Paris.